# Rue Daguerre (Reims)
La rue Daguerre est une voie de la commune de Reims, située au sein du département de la Marne, en région Grand Est.

## Situation et accès
Elle se situe dans le quartier Farman.

## Origine du nom
Elle rend hommage à Louis Daguerre (1787-1851), inventeur du daguerréotype.

## Historique
Elle porte ce nom depuis 1979.